# Alberto II de Chiny-Namur
Alberto II de Chiny-Namur (¿?-† Orte, Italia, 22 de marzo de 1145) fue príncipe-obispo del principado de Lieja de 1135 a 1145.

## Biografía
Fue archidiácono de Metz de 1125 a 1135.
Era hijo de Otón II de Chiny y de Adelaida de Namur. Tenía lazos familiares importantes con los feudos vecinos al ser cuñado de Jofre I de Lovaina y sobrino del conde Jofre de Namur y del príncipe-obispo Federico de Namur.
Durante su mandato, en 1139 elevó el priorato de Flône al rango de abadía, y en 1140 hizo lo propio con el priorato de Cornillon.
El 22 de septiembre de 1141, con la ayuda de Enrique IV de Luxemburgo, el ciego, reconquistó el castillo de Bouillon, ocupado por de Renaud de Bar, después de un asedio de cincuenta y un días. Para celebrar la victoria transfirió las reliquias de la catedral de san Lamberto (Lieja) a un relicario nuevo, e instauró la fiesta del triunfo de san Lambert el 28 de abril.
El preboste del capítulo de san Lamberto, Enrique II de Leez le denunció ante el papa Eugenio III por su inmovilismo hacia la casa de Lotaringia. El papa le convocó a Roma y Alberto II murió en Orte durante esa estancia.

### Citas
1. 1 2 3 4  «L'église impériale: de Frédéric de Namur à Albert de Cuyck». La principauté de Liège Essai de chronologie (en francés). 2013. Archivado desde el original el 5 de noviembre de 2013. Consultado el 20 de marzo de 2014.